# Les Paladins (orchestre baroque)
 (juin 2015).
Les Paladins est un orchestre baroque, fondé et dirigé depuis 2001 par Jérôme Correas. Cet ensemble explore principalement le répertoire musical dramatique italien et français des XVIIe au XVIIIe siècles.

## Origine du nom
En 1760, Jean-Philippe Rameau compose Les Paladins, ultime chef-d’œuvre de l'esprit baroque français, délibérément placé sous le signe de la fantaisie et de l'imaginaire. C’est dans cet esprit que Jérôme Correas fonde son ensemble en 2001.

## Interprétation et répertoire
Les Paladins se caractérisent par un style et un son propres à la double formation de leur chef, claveciniste et chanteur. Leur interprétation est résolument tournée vers une théâtralisation du répertoire vocal et instrumental, et se fonde sur un travail spécifique de la voix (utilisation du "Parlé-chanté" dans certains projets), et de l’instrument.
L’ensemble a développé une approche interprétative fondée non sur l’écriture seule de la partition, mais sur la recherche de libertés expressives et théâtrales liées à la langue et à ses rythmes (travail sur le rubato, improvisation, réflexion sur les couleurs et les dynamiques de la voix et de l’instrument, passage de la voix chantée à la voix parlée...).
De nombreuses redécouvertes d’œuvres des XVIIe au XVIIIe siècles ont jalonné le parcours de l’ensemble, qui affectionne particulièrement les répertoires italiens (Monteverdi, Cavalli, Carissimi, Mazzocchi, Marazzoli, Rossi, Porpora, Hasse, Durante, Leo).
On note également un travail approfondi sur le répertoire français de la Tragédie Lyrique (création à l’Opéra Royal de Versailles des Élemens de Destouches, d’Alcide de Marin Marais, d’Iphigénie en Tauride de Desmarest) mais aussi d’opéra-comique depuis ses origines jusqu’au XIXe siècle (Mouret, Pergolese, Dauvergne, Duni, Favart, Grétry, Clapisson).

### Créations scéniques par Les Paladins
- 2007 : L’Ormindo, opéra de Cavalli, avec l’Arcal - Mise en scène de Dan Jemmett
- 2009 : La Servante Maitresse de Pergolese (version française) avec l’opéra de Reims - Mise en scène de Vincent Vittoz
- 2009-2010 : Le Couronnement de Poppée, opéra de Monteverdi. Avec l’Arcal - Mise en scène de Christophe Rauck.
- 2010 : La Fausse magie, opéra de Gretry. Avec la Fondation Royaumont, les opéras de Metz, Rennes et Reims et la Philharmonie de Paris.
- 2011 : L’Egisto, de Mazzocchi et Marazzoli. Avec la Fondation Royaumont et le Théâtre de l’Athénée - Mise en scène de Jean‐Denis Monory.
- 2013 : Le Retour d’Ulysse dans sa patrie, opéra de Monteverdi. Avec l’Arcal - Mise en scène de Christophe Rauck
- 2014 : Les Indes galantes, opéra-ballet de Rameau avec l’opéra de Reims - Mise en scène de Constance Larrieu.
- 2015 : L'île des fous, opéra-comique d'Egidio Duni - Mise en scène de Mireille Larroche
- 2017 : Viva España. Chorégraphie d’Ana Yepes. Créé au CDBM du Perreux - En tournée en 2018 et 2019
- 2017 : Le Combat de Tancrède et de Clorinde, opéra de Monteverdi. Créé au Théâtre de Cornouaille, Scène Nationale de Quimper - Mise en scène de Dan Jemmett.
- 2019 : Amadigi, opéra de Haendel. Créé au Théâtre-Sénart, Scène Nationale de Lieusaint, le théâtre de l’Athénée - Mise en scène de Bernard Levy
- 2019 : Le Code noir, opéra-comique de Louis Clapisson. Créé au Théâtre-Sénart, Scène Nationale de Lieusaint, le théâtre de l'Athénée - Mise en scène de Jean-Pierre Baro.
- 2022 : ORFEO 5063, opéra de Claudio Monteverdi. Créé au Théâtre de Saint-Quentin-en-Yvelines, Scène nationale - Mise en scène et création audiovisuelle de Guillaume Marmin
- 2023 : Café Libertà, cantates du café de Jean-Sébastien Bach et Nicolas Bernier. Créé au Théâtre de Saint-Quentin-en-Yvelines - Chorégraphie et mise en espace de Ambra Senatore

## Tournées et concerts
Les Paladins se produisent régulièrement en France (Théâtre des Champs Elysées, Théâtre du Châtelet, Philharmonie, Théâtre de l’Athénée, opéras de Nice, Reims, Rennes, Metz, Massy, Fondation Royaumont, Festival de La Chaise‐Dieu, d’Ambronay) et à l’étranger, notamment aux Etats‐Unis, au Japon et dans les grands festivals en Europe.

## Autres activités
Les Paladins s’investissent dans d'autres activités en marge de leurs concerts et productions scéniques : ils collaborent avec différents milieux artistiques (arts du cirque, danse, théâtre), proposent des ateliers d’initiation au public scolaire et élèves de conservatoires et s’impliquent dans la formation et l’insertion professionnelle de jeunes chanteurs (académies, master classes, création de l'Atelier Lyrique de l’Opéra de Massy…)
Ils sont soutenus par le ministère de la Culture (Direction Régionale des Affaires Culturelles d’Île-de-France) et le Conseil régional d’Île de France. Les productions scéniques, les concerts, les actions culturelles et les enregistrements des Paladins sont régulièrement aidés par les Conseils départementaux de l’Essonne et du Val de Marne, les villes de Paris et d’Ivry-sur-Seine, le CNM, l’ADAMI et la Spedidam. Les Paladins sont en résidence territoriale au Conservatoire de musique et de danse à Ivry-sur-Seine.   
Ils sont également membres de la FEVIS (Fédération des Ensembles Vocaux et Instrumentaux Spécialisés) et de PROFEDIM.

## Discographie
Les Paladins ont enregistré plus d'une quinzaine de disques récompensés à de nombreuses reprises :
- Cantates et duos italiens, de Haendel, avec Sandrine Piau, chez Arion, 2001
- Apollo e Dafne de G. F. Haendel, chez Arion, 2002
- Leçons des Ténèbres de Porpora, avec Karine Deshayes, chez Arion, 2005
- Histoires Sacrées de Carissimi, chez Pan Classics, 2005
- Serpentes Ignei in Deserto (inédit au disque) de Johann Adolph Hasse, chez Ambronay éditions, 2006
- Madrigali e Dialoghi de Domenico Mazzocchi, chez Pan Classics, 2006
- L’Ormindo de Cavalli, chez Pan Classics, 2006
- Soleils Baroques de Rossi et Marazzoli, chez Ambronay édition, 2008
- Le Triomphe de l'Amour, avec Sandrine Piau, Naïve, 2012
- Tenebris, chez Cyprès,  2012
- Molière à l’Opéra, Jean-Baptiste Lully, Marc-Antoine Charpentier, chez Glossa, 2016
- Leçons de Ténèbres de Couperin, chez En Phases, 2018
- Enchanteresses de Handel avec Sandrine Piau, chez Alpha Classics, 2022
- Tempesta di Mare d'Antonio Vivaldi, B-records, 2022
- Exsultate, Jubilate ! (Mozart) avec Karine Deshayes, Aparté, 2023
- Lucrezia, portraits de femme (Montéclair, Haendel, Scarlatti, Marcello), avec Sandrine Piau, Karine Deshayes, Amel Brahim-Djelloul et Lucile Richardot, Aparté, 2024